# (17359) 1978 UP4
A (17359) 1978 UP4 a Naprendszer kisbolygóövében található aszteroida. C. Michelle Olmstead fedezte fel 1978. október 27-én.